# Messerschmitt KR200
A Messerschmitt KR200 vagy német nevén Kabinenroller olyan háromkerekű törpe-, vagy buborékautó, melyet Fritz Fend tervezett, és a német Messerschmitt AG a repülőgépek gyártásában élenjáró német vállalat közreműködésével 1955-től 1964-ig gyártott.

## Története
A második világháború után a Messerscmitt AG egy ideig nem gyárthatott repülőgépeket, ezért gyártókapacitása más termékek felé is nyitott volt. 1952-ben Fritz Fend mérnök kisméretű gépjárműgyártás terveivel kereste meg őket. Ezek alapja korábbi konstrukciója a háromkerekű rokkantautó a Fend Filtzer volt. A Fend által tervezett első Messerscmitt, amely a regensburgi gyár szerelőcsarnokából került ki a KR175, mely tulajdonképpen a KR 200 elődje volt. A KR teljes nevén kabinenroller egyébként találóan azt jelenti, hogy „robogó fülke”.
Annak ellenére, hogy a járműveket Messerschmitt név alatt adták el, valójában a Regensburger Stahl- und Metallbau GmbH gyártotta és ők végezték az értékesítésüket is. 1955-ben váltotta a KR200 a KR175 típust. A váz változatlan maradt, de a karosszérián (legfeltűnőbb: a kerékív és az első lökhárító) és a tető átalakításokon esett át. Műszakilag a vázat leszámítva, teljesen újratervezték. A hátsó felfüggesztést, és a motortartó elemeket átdolgozták, és mind a három kerék hidraulikus felfüggesztést kapott. Emellett a kerekek méretét 4.00 X 8-ra növelték.
A KR200 alacsony árával azonnali sikert aratott, ennek köszönhetően már az első évben 12 000 darabot gyártottak le. Végsebessége 90 km/h körüli volt, a hivatalos 10PS (7.4 kW; 9.9 LE) ellenére, ami a jármű kis  tömege miatt volt elérhető. 1956-tól a Messerscmitt AG újra gyárthatott repülőket, így elveszett érdeklődésük Fend törpeautói iránt. Eladták a regensburgi gyárat Fendnek, aki Valentin Knott fék és kerékagy beszállítóval, megalakította a Fahrzeug- und Maschinenbau GmbH Regensburg (FMR) céget azért, hogy folytassa járművei, köztük a KR200-as gyártását.
1957-ben megjelent a KR200 Kabrio típus, amely lehajtható szövettetővel és rögzített ablakkerettel rendelkezett. Ezt a KR201 Roadster követte, amelynek lehajtható szövetteteje, szélvédője, és ablakkeret helyett, levehető oldalsó ablakai voltak. Később a roadster verziónak, egy sportváltozata is megjelent, ennek Sport Roadster lett a neve. Ennek ugyan teteje nem, de az oldalsó ablakok kerete még megvolt. Így csak a jármű hátuljánál lehetett be-, és kiszállni.
1962-ben már lényegesen kevesebb KR200-ast gyártottak, majd 1964-ben teljesen leálltak vele, mivel az előző években az eladás jelentősen visszaesett. Ez időben Németországban az egyszerű, gazdaságos autók iránti kereslet csökkent azzal párhuzamosan, ahogy a német gazdaság erősödött. Hasonló helyzet alakult ki Európa más részeiben is, mint például a cég legnagyobb export célországában, az Egyesült Királyságban is, ahol az eladásokat komolyan befolyásolta a versenytárs Mini iránti növekvő kereslet.

## Galéria

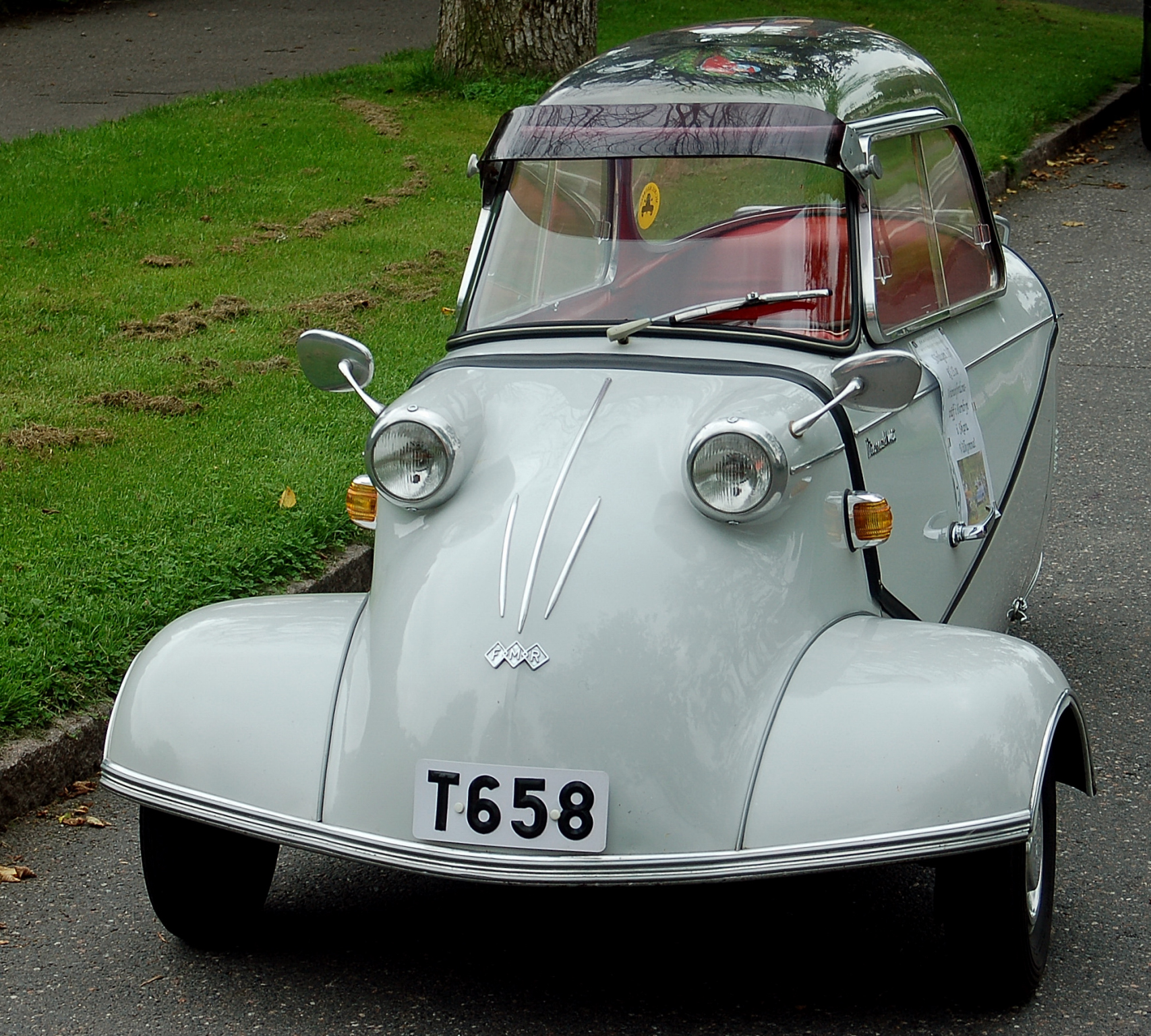
KR200-as 1964-ből
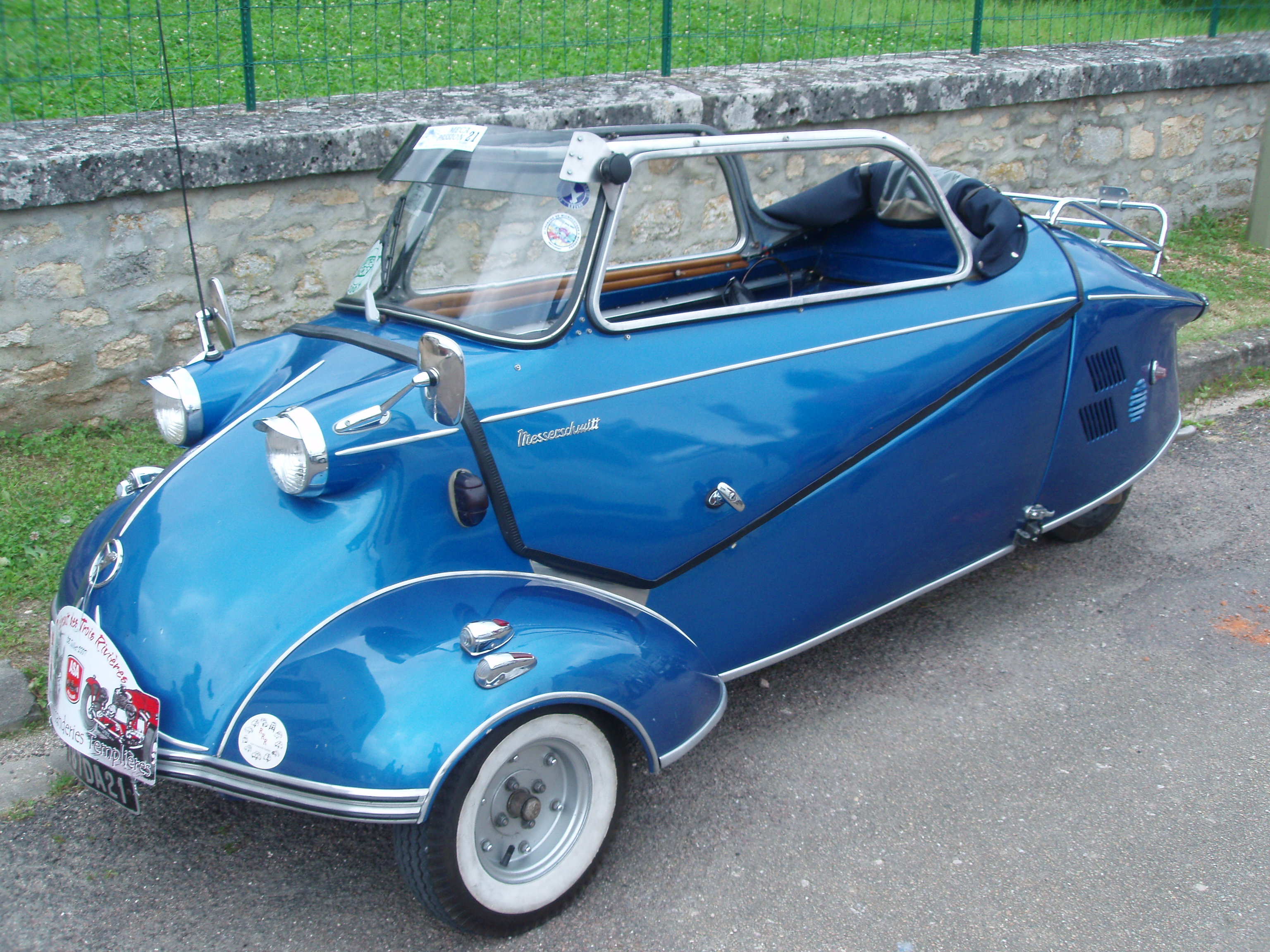
Vászontetős változat
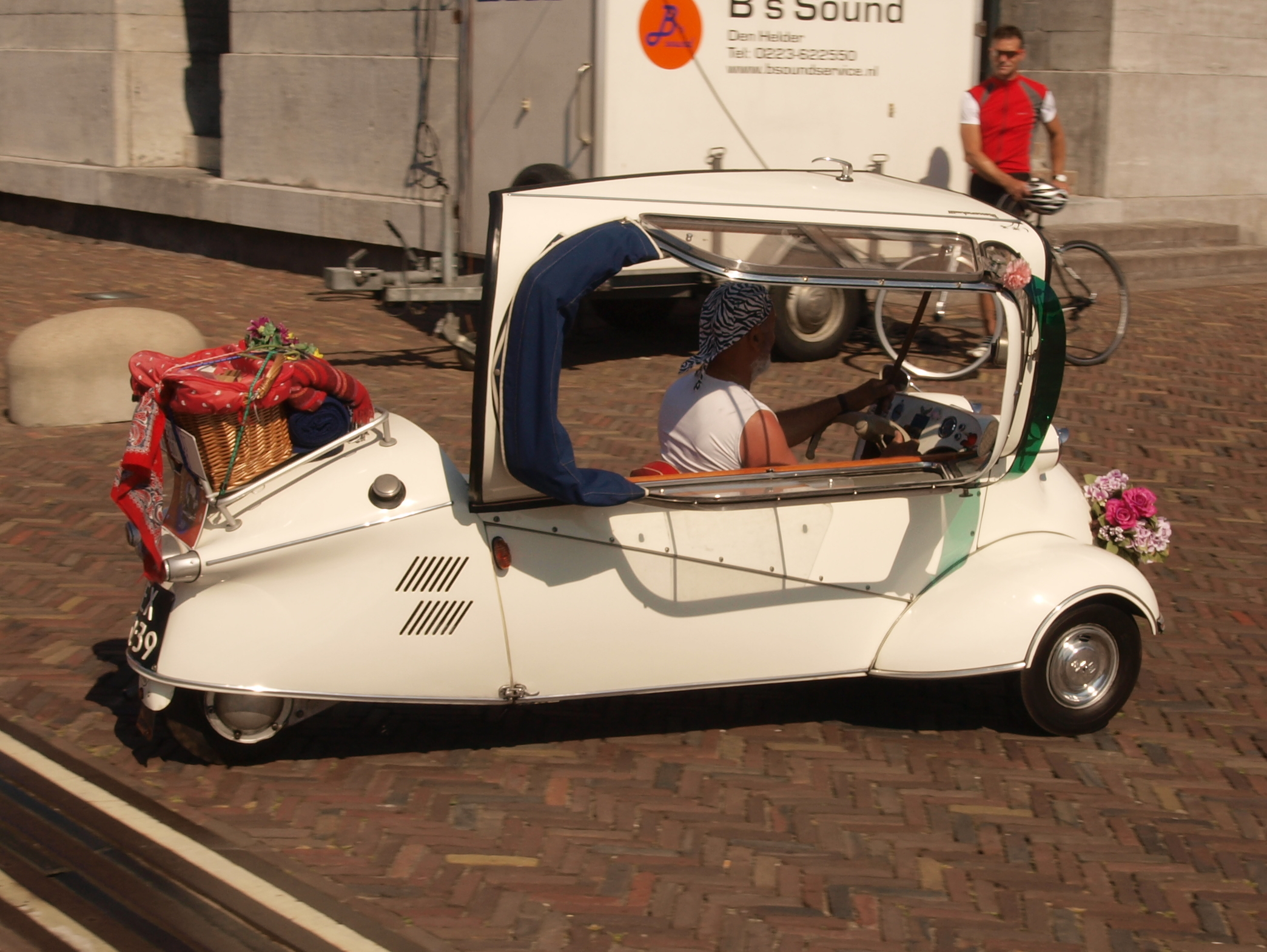
KR200-as 1962-es évjárat

## Fordítás
- Ez a szócikk részben vagy egészben  a   Messerschmitt KR200 című angol Wikipédia-szócikk ezen változatának fordításán alapul.  Az eredeti cikk szerkesztőit annak laptörténete sorolja fel. Ez a jelzés csupán a megfogalmazás eredetét és a szerzői jogokat jelzi, nem szolgál a cikkben szereplő információk forrásmegjelöléseként.